# Židovský hřbitov v Mariánských Lázních
Židovský hřbitov v Mariánských Lázních leží severně od Chebské ulice na okraji města, asi 2 km jihozápadně od jeho centra, nedaleko obce Velká Hleďsebe, u železniční trati do Chebu.

## Historie
Přítomnost židů v Mariánských Lázních je poprvé doložena kolem roku 1820, ovšem v té době zde pravděpodobně nemohli trvale bydlet. O trvalém židovském osídlení ve městě lze hovořit přibližně od čtyřicátých let 19. století a roku 1875 zde byla úředně schválena židovská náboženská obec.
Židovský hřbitov byl založen téhož roku u cesty k dnes již neexistujícímu mlýnu Kieselmühle. Do té doby byli zdejší židé pohřbíváni v nedalekých městech a obcích Kynžvart, Úbočí, Tachov a Drmoul. Ve třicátých letech 20. století byl významně rozšířen.
Mezi zde pohřbenými osobnostmi jsou zakladatel místního Výzkumného ústavu balneologického Enoch Heinrich Kisch  (roku 1918) či předseda Svazu německých židovských obcí Salomon Kalischer (roku 1925). Roku 1933 zde byl pohřben filosof a novinář židovského původu Theodor Lessing, který podlehl střelnému zranění utrpěnému ve vile Edelweis v Třebízského ulici v Mariánských Lázních při atentátu zorganizovaném německými nacisty.
Během tzv. Křišťálové noci z 9. na 10. listopadu 1938 byla ve městě vypálena místní synagoga a na hřbitově byly poničeny náhrobky, včetně hrobu Theodora Lessinga. Za války devastace pokračovala, přičemž byla zbořena obřadní síň a odvezena většina náhrobků.
Po válce byl hřbitov znovu upraven a později do něj byly přeneseny také náhrobky z jiných, během války zrušených, židovských hřbitovů v regionu, mezi nimi dva náhrobky z Lázní Kynžvart (jeden z nich z roku 1713) převezené po roce 1976. Od konce války až do roku 1972 zde byli pohřbíváni obyvatelé židovského starobince v domě Krym (dnes již zbořeného). Roku 1988 sem bylo přeneseno také několik desítek nejcennějších náhrobků z likvidované části židovského hřbitova v Tachově, která musela ustoupit nové zástavbě, z nichž některé pocházely až ze 17. století.

## Popis současného stavu
Hřbitov je obklopen cihlovou zdí. Vstup bránou je na západní straně. Před hřbitovem stojí bývalý hrobnický domek, který je přestavěn a slouží k obytným účelům. Kromě převezených náhrobků z jiných hřbitovů se zde dochovalo asi 80 poválečných náhrobků na hrobech obyvatel výše zmíněného židovského penzionu.
Na hřbitově se stále pohřbívá. Veřejnosti je přístupný v denních hodinách mimo soboty a židovské svátky.

## Galerie

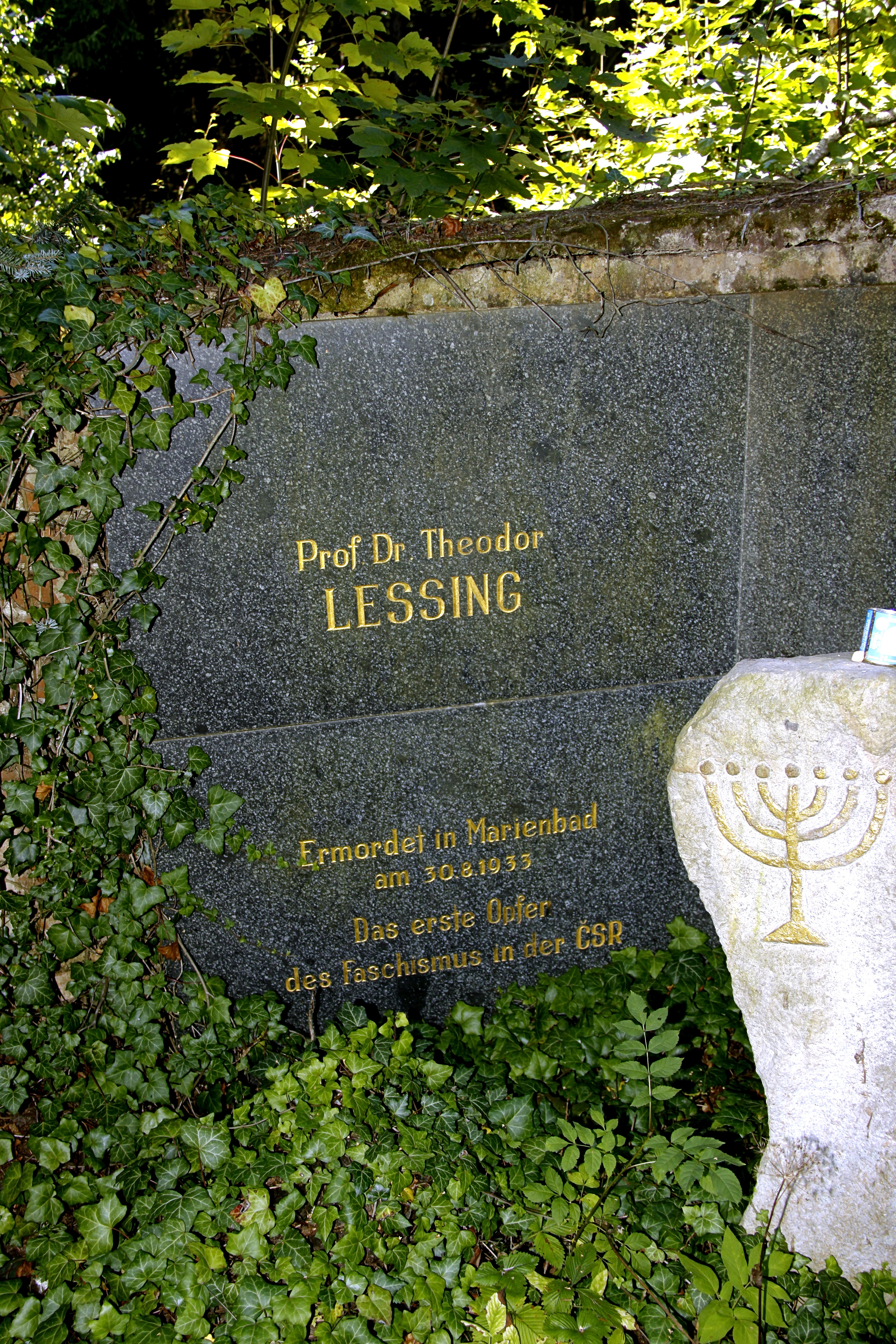
Náhrobek Theodora Lessinga, zavražděného v Mariánských Lázních v roce 1933
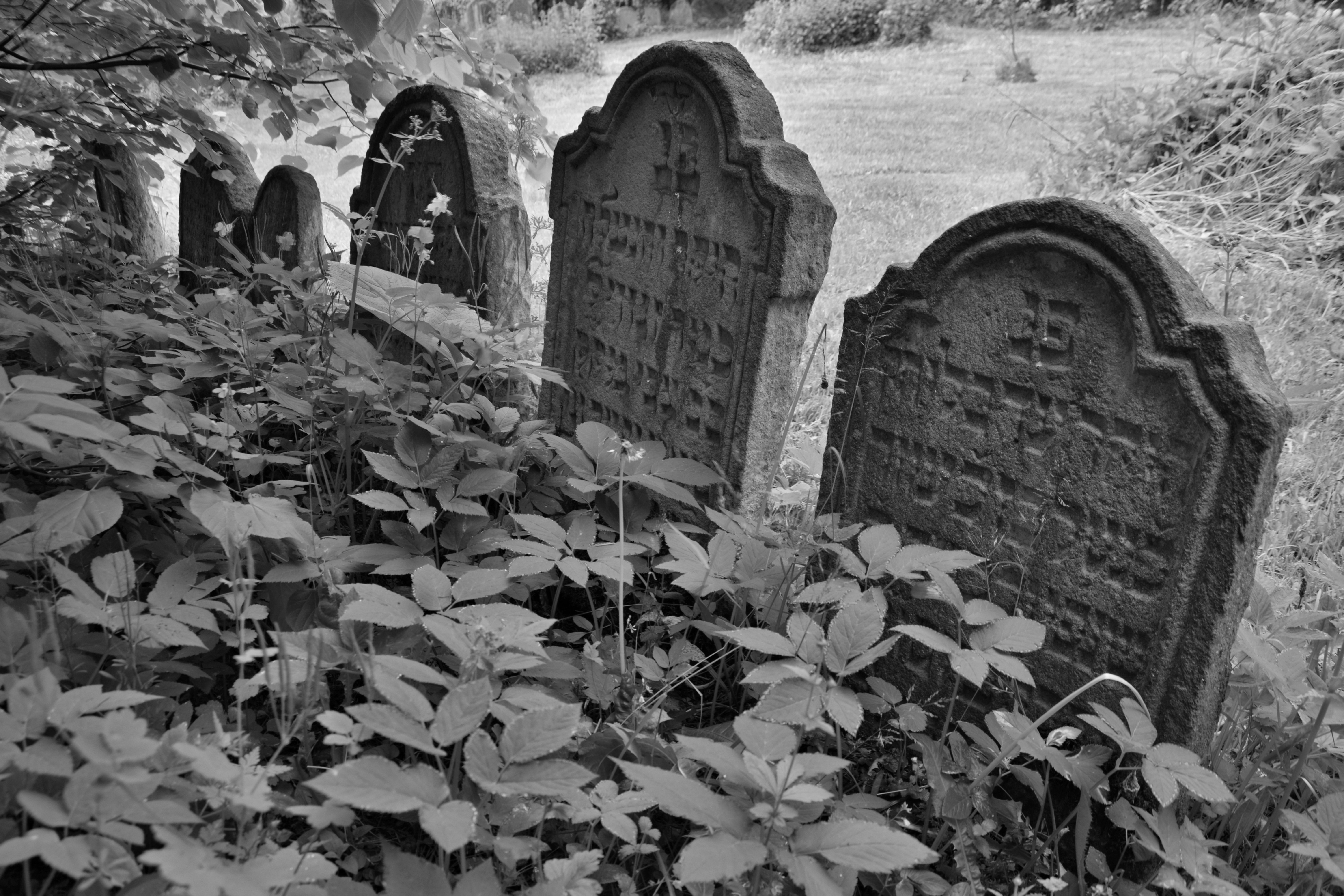
Náhrobky na židovském hřbitově v Mariánských Lázních
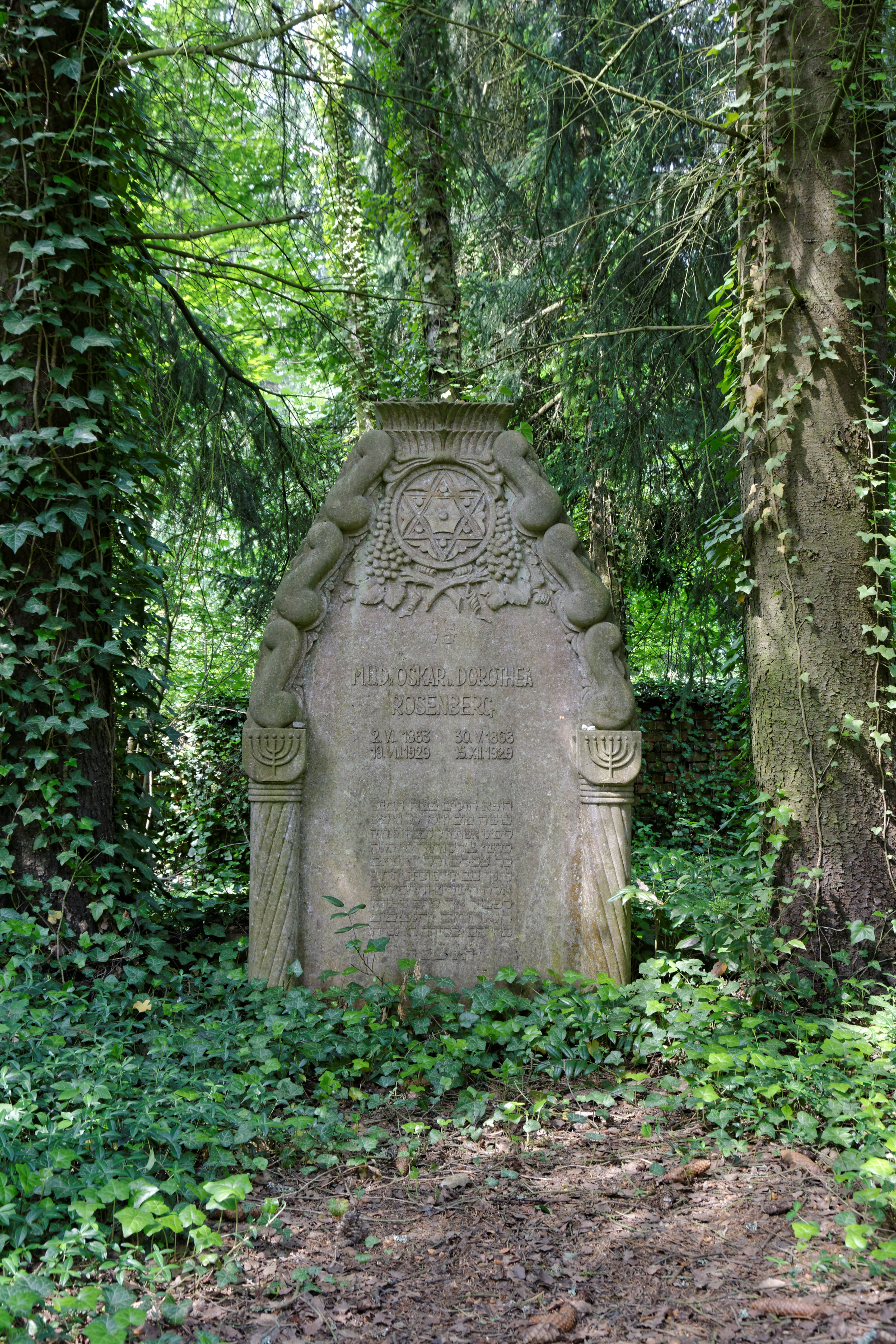
Náhrobek na židovském hřbitově v Mariánských Lázních
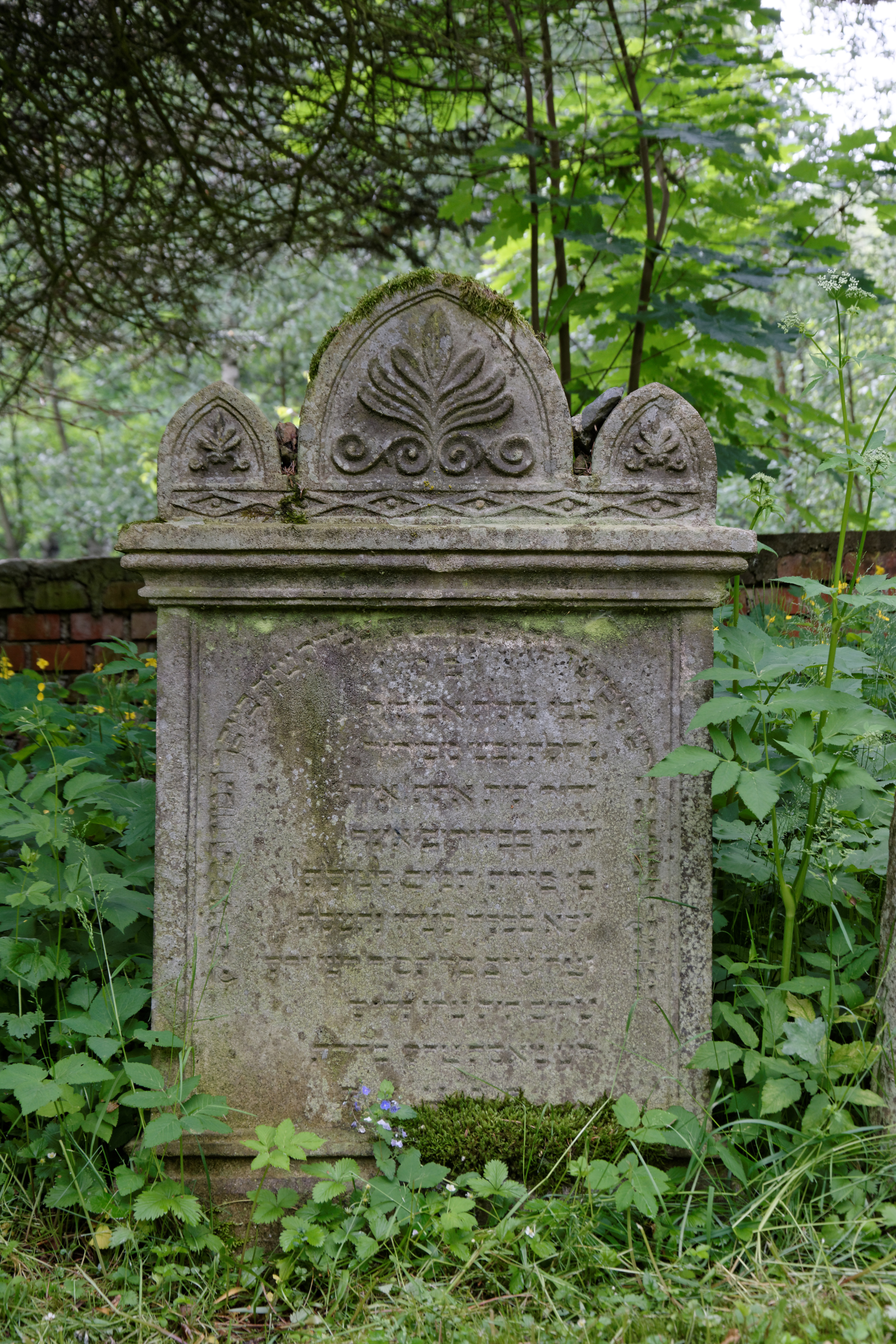
Náhrobek na židovském hřbitově v Mariánských Lázních
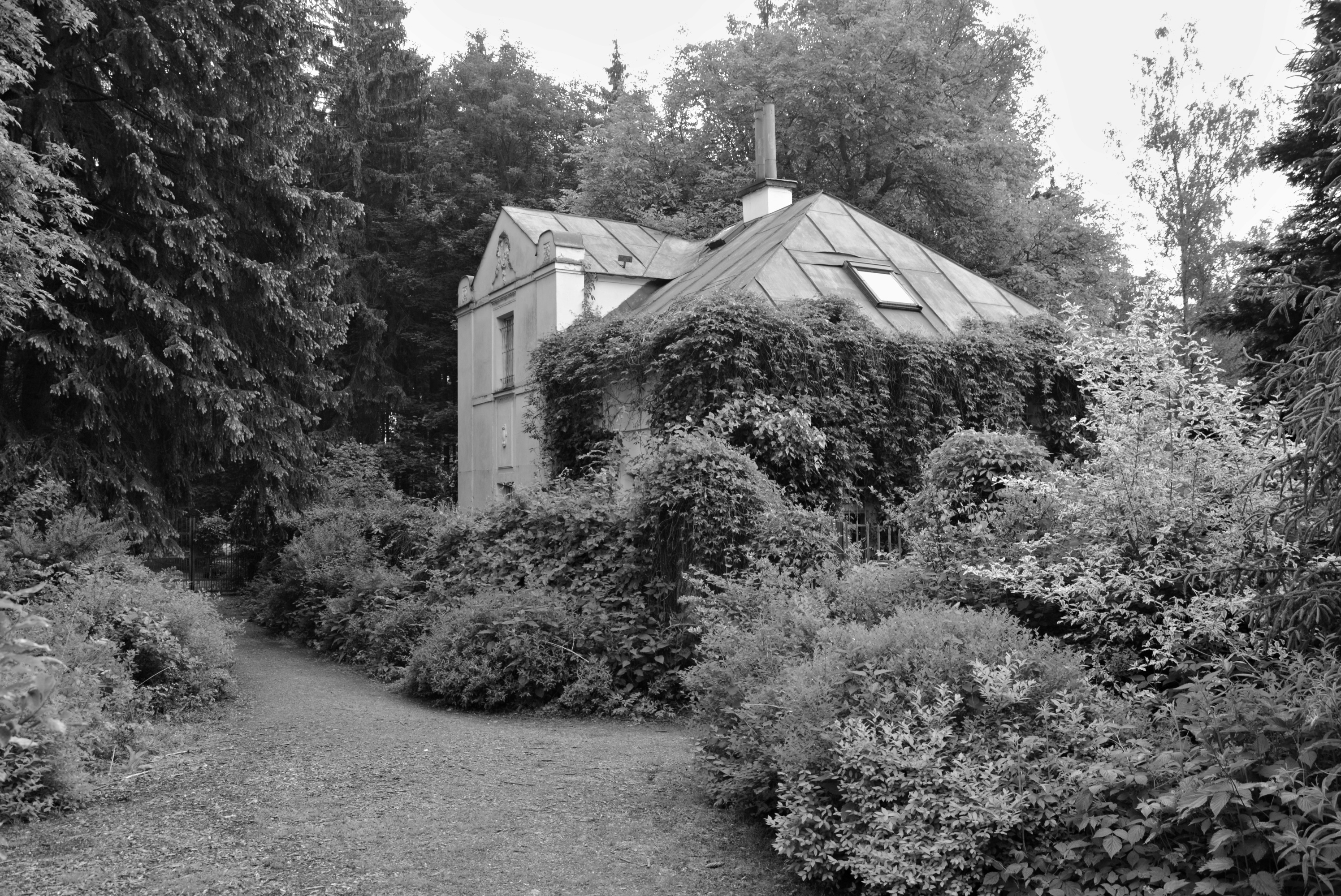
Bývalý domek hrobníka